# Equação diferencial linear
Equações diferenciais lineares são equações diferenciais da seguinte forma :
| {\displaystyle a_{n}(x){\frac {d^{n}y}{dx^{n}}}+a_{n-1}(x){\frac {d^{n-1}y}{dx^{n-1}}}+...+a_{1}(x){\frac {dy}{dx}}+a_{0}(x)y=g(x).} | (0.1) |

As soluções de uma equação diferencial linear podem ser somadas a fim de produzir uma nova solução. Diz-se que uma equação diferencial é linear quando satisfaz duas características: 
- Cada coeficiente {\displaystyle a_{n}} e o termo de não-homogeneidade só dependem da variável independente, no caso x;
- A variável dependente, no caso y, e suas derivadas são de primeiro grau.

Um exemplo de equação diferencial não linear : 
{\displaystyle \left({\frac {d^{2}y}{dx^{2}}}\right)^{3}-2xy=1.}

## Introdução
Uma equação diferencial linear também pode ser escrita de forma condensada:
{\displaystyle L_{n}[D]y(x)=g(x)}
Onde {\displaystyle L_{n}[D]} é dito um operador linear diferencial, atuando sobre y(x) e tendo a forma de:
{\displaystyle L_{n}[D]=a_{n}(x)D^{n}+a_{n-1}(x)D^{n-1}+\cdot \cdot \cdot +a_{1}(x)D^{1}+a_{0}(x),\ sendo\ D^{j}={\frac {d^{j}}{dx^{j}}}}
Equações diferenciais são classificadas quanto à ordem n, sendo n a ordem mais alta de uma derivada com a qual o termo dependente (y(x)) está envolvido. Para resolver uma equação diferencial são precisos n valores iniciais, no caso de EDO’s, ou n condições de contorno, no caso de EDP’s.
As equações diferenciais lineares podem ser classificadas em:
- Homogêneas se g(x)=0  para todo x ou não-homogêneas, caso essa condição não seja satisfeita;
- Ordinárias (EDO’s) ou parciais (EDP’s);
- Coeficientes constantes se todos os {\displaystyle a_{n}} forem funções constantes.

## Equação diferencial linear de primeira ordem
A equação diferencial linear (0.1) diz-se de ordem n, supondo {\displaystyle a_{n}(x)\neq 0,} visto ser {\displaystyle n} a ordem mais elevada das derivadas de y que figuram na equação.
Para {\displaystyle n=1,} a equação (0.1) fica
| {\displaystyle a_{1}(x){\frac {dy}{dx}}+a_{0}(x)y=g(x).} | (0.2) |

Temos neste caso uma equação diferencial de Primeira Ordem.

### Desenvolvimento
Dividindo ambos os membros por {\displaystyle a_{1}(x),} obtém-se uma equação da forma
| {\displaystyle {\frac {dy}{dx}}+P(x)y=Q(x).} | (0.3) |

Na equação (0.3) supõe-se que {\displaystyle P(x)} e {\displaystyle Q(x)} são contínuas num certo intervalo {\displaystyle I,} onde pretendemos encontrar a solução geral da equação.
Para resolver esta equação, usa-se o fator integrante {\displaystyle e^{\int _{}^{}P(x)\,dx}.} Multiplicando ambos os membros da equação por {\displaystyle e^{\int _{}^{}P(x)\,dx}} obtém-se a seguinte equação equivalente:
| {\displaystyle e^{\int _{}^{}P(x)\,dx}{\frac {dy}{dx}}+e^{\int _{}^{}P(x)\,dx}P(x)y=e^{\int _{}^{}P(x)\,dx}Q(x).} | (0.4) |

Deve-se notar que, como {\displaystyle \int _{}^{}P(x)\ dx} gera uma expressão da forma {\displaystyle P_{1}(x)+C,} pode-se escolher qualquer constante C para o factor integrante (escolhe-se o que gera a solução mais simples).
Vamos mostrar que a solução geral de (0.3) é dada por
| {\displaystyle e^{\int _{}^{}P(x)\,dx}y=\int _{}^{}e^{\int _{}^{}P(x)\,dx}Q(x)\,dx+C.} | (0.5) |

Com efeito, (0.4) é equivalente a
| {\displaystyle {\frac {d}{dx}}\left[ye^{\int _{}^{}P(x)\,dx}\right]=e^{\int _{}^{}P(x)\,dx}Q(x).} | (0.6) |

(Verifique, derivando o primeiro membro de (0.6).) Integrando, obtém-se (0.5). Conclui-se assim que toda a solução {\displaystyle y} de (0.3) satisfaz (0.6). Por outro lado é fácil ver que toda a função {\displaystyle y} nas condições de (0.5), i.e., tal que
| {\displaystyle y=e^{-\int _{}^{}P(x)\,dx}\int _{}^{}e^{\int _{}^{}P(x)\,dx}Q(x)\,dx+Ce^{-\int _{}^{}P(x)\,dx},} | (0.7) |

é solução da equação diferencial (0.3). (Derive {\displaystyle y,} ou seja, o segundo membro de (0.7), e substitua {\displaystyle y} e {\displaystyle y'} em (0.3)).

### Exemplo
Considere a equação diferencial
| {\displaystyle y'+2y=e^{2x}.} | (0.8) |

Trata-se de uma equação diferencial linear de primeira ordem. Comparando com (0.3),
{\displaystyle P(x)=2} e {\displaystyle Q(x)=e^{2x}.}
{\displaystyle \int _{}^{}P(x)dx=\int _{}^{}2dx=2x+C.}
A solução geral da equação é dada por
{\displaystyle e^{2x}y=\int _{}^{}e^{2x}e^{2x}\,dx+C,}
donde se obtém
{\displaystyle e^{2x}y=\int _{}^{}e^{4x}\,dx+C,}
i.e., 
{\displaystyle e^{2x}y={\frac {e^{4x}}{4}}+C.}
A solução geral (explícita) da equação (0.8) é então
{\displaystyle y={\frac {e^{2x}}{4}}+Ce^{-2x}.}

## Equação Diferencial Linear Homogênea com Coeficientes Constantes
Diz-se que uma equação diferencial é homogênea de coeficientes constantes quando seu termo fonte, ou forçante, é igual a zero para todo o domínio e seus {\displaystyle a_{n}} são funções constantes. Por exemplo:
{\displaystyle y''(x)+2*y'(x)+5=0}{\displaystyle 4*y'(x)+y(x)=0}
A Equação de Euler-Cauchy é um exemplo muito famoso de equação diferencial homogênea com coeficientes constantes.

### Exemplo
Dada a equação diferencial a seguir, com suas respectivas condições iniciais. Observe que são necessárias duas condições iniciais, já que é uma equação diferencial linear de segunda ordem.
{\displaystyle y''(t)+3*y'(t)+2*y(t)=0}
{\displaystyle y(0)=0\ \ \ y'(0)=1}Aplica-se a Transformada de Laplace, de modo que:
{\displaystyle L\{y''(t)\}+3L\{y'(t)\}+2L\{y(t)\}=0}
{\displaystyle s^{2}Y(s)-sy(0)-y'(0)+3(sY(s)-y(0))+2Y(s)=0}
{\displaystyle s^{2}Y(s)-1+3sY(s)+2Y(s)=0}
{\displaystyle Y(s)={\frac {1}{(s+2)(s+1)}}}
Agora aplica-se a Transformada Inversa de Laplace para se encontrar a solução no domínio do tempo:
{\displaystyle y(t)=e^{-2t}+e^{-t}}

## Equação Diferencial Linear Homogênea com Coeficientes Variáveis
É aquela equação diferencial com termo fonte igual a zero para todo o domínio e com os coeficientes sendo funções que assumem diferentes valores de acordo com o termo independente. Por exemplo:
{\displaystyle 10xy''(x)+5xy'(x)+y(x)=0}{\displaystyle y'(x)+xy(x)=0}
Exemplo:
{\displaystyle ty''(t)+y'(t)+9ty(t)=0}
{\displaystyle y(0)=5\ \ \ \ y'(0)=0}Aplica-se a Transformada de Laplace:
{\displaystyle -{\frac {d}{ds}}(s^{2}Y(s)-5s)+sY(s)-5-9{\frac {d}{ds}}Y(s)=0}
{\displaystyle -s^{2}Y'(s)-2sY(s)+sY(s)-9Y'(s)=0}
{\displaystyle {\frac {Y'(s)}{Y(s)}}=-{\frac {s}{s^{2}+9}}}Sendo K uma constante de integração:{\displaystyle ln(Y(s))=-{\frac {1}{2}}ln(s^{2}+9)+K}
{\displaystyle Y(s)={\frac {K}{\sqrt {s^{2}+9}}}}Aplicando a Transformada Inversa e utilizando as condições iniciais:
{\displaystyle y(t)=KJ_{0}(3t)}{\displaystyle y(t)=5J_{0}(3t)}
Onde {\textstyle J_{0}} é a Função de Bessel de ordem zero.

## Equação Diferencial Linear Não-Homogênea com Coeficientes Constantes
Equação diferencial com funções constantes nos termos {\displaystyle a_{n}} e termo forçante diferente de zero em pelo menos um ponto do domínio. Há duas formas para se resolver esse tipo de equação, na primeira encontra-se uma solução particular através do método de variação de parâmetros ou de coeficientes a determinar e depois uma solução denominada geral, a qual corresponde à solução para a equação homogênea correspondente. A segunda forma é aplicar a Transformada de Laplace obtendo-se a solução diretamente.

### Exemplo
Dada a seguinte equação diferencial, onde {\displaystyle \delta (t-\pi )} é a função Delta de Dirac aplicada em {\displaystyle \pi }, aplica-se a Transformada de Laplace.
{\displaystyle y''(t)+y(t)=\delta (t-\pi )}
{\displaystyle y(0)=0\ \ \ y'(0)=1}
{\displaystyle L\{y''(t)\}+L\{y(t)\}=L\{\delta (t-\pi )\}}
{\displaystyle s^{2}Y(s)-sy(0)-y'(0)+Y(s)=e^{-\pi s}}
{\displaystyle Y(s)={\frac {e^{-\pi s}}{s^{2}+1}}+{\frac {1}{s^{2}+1}}}Aplicando-se a  Transformada Inversa:
{\displaystyle y(t)=u(t-\pi )*sen(t-\pi )+sen(t)}
Onde {\displaystyle u(t-\pi )} é a Função de Heaviside aplicada em {\displaystyle \pi }.

## Sistemas de Equações Diferenciais Lineares de Primeira Ordem
Sistemas de equação diferenciais lineares surgem naturalmente em problemas físicos e de engenharia. Os de primeira ordem de dimensão n podem ser descritos da seguinte maneira:
{\displaystyle x'_{1}=p_{11}(t)x_{1}+p_{12}(t)x_{2}+\cdot \cdot \cdot +p_{1n}(t)x_{n}+g_{1}(t)}
{\displaystyle x'_{2}=p_{21}(t)x_{1}+p_{22}(t)x_{2}+\cdot \cdot \cdot +p_{2n}(t)x_{n}+g_{2}(t)}
{\displaystyle \cdot \ \cdot \ \cdot }{\displaystyle x'_{n}=p_{n1}(t)x_{1}+p_{n2}(t)x_{2}+\cdot \cdot \cdot +p_{nn}(t)x_{n}+g_{n}(t)}